# Niclausse
J. et A. Niclausse war ein französischer Hersteller von Automobilen.

## Unternehmensgeschichte
Jules und Albert Niclausse gründeten 1890 das Unternehmen in Paris und stellten zunächst Dampfkessel her. 1906 begann die Produktion von Automobilen. Die erste Präsentation der Fahrzeuge fand 1906 auf dem Pariser Automobilsalon statt. Der Markenname lautete Niclausse. 1914 endete die Automobilproduktion aufgrund des Ersten Weltkriegs. 1924 umfasste das Betriebsgelände 30 Acre, etwa 121.380 m². Dies war eine Verdreifachung gegenüber 1914. Es ist nicht bekannt, wann das Unternehmen aufgelöst wurde.

## Fahrzeuge
Im Angebot standen ausschließlich Modelle mit Vierzylindermotoren. Besonderheit war der T-Kopf-Motor der großen Modelle. Das erste Modell war der 30/40 CV. Der Markenname lautete Niclausse. Der Motor verfügte über 6330 cm³ Hubraum. Dieses Modell wurde 1908 zum 35/50 CV weiter entwickelt.  1909 erschienen die kleineren Modelle 12/16 CV mit 2437 cm³ Hubraum und 20/30 CV mit 4082 cm³ Hubraum. Unter anderem gab es die Karosserieformen Phaëton und Landaulet.
Die Motorhaube mit dem rundlichen Messingkühler erinnerte entfernt an eine Lokomotive. Das Logo zeigte einen gallischen Hahn, der auf einem Lenkrad steht.
Mindestens zwei Niclausse sind erhalten geblieben, beide mit dem großen T-Kopf-Motor. Beide befinden sich in bemerkenswertem Originalzustand. Der Type D von 1908 hat erst den zweiten Besitzer in seiner langen Geschichte.